# Arsène Elogo
Arsène Elogo Guintangui (Douala, 22 aprile 1995) è un calciatore camerunese, centrocampista dell'Hải Phòng.

## Carriera
Ha giocato nella seconda divisione francese.